# Palmorchis paludicola
Palmorchis paludicola är en orkidéart som beskrevs av Robert Louis Dressler. Palmorchis paludicola ingår i släktet Palmorchis och familjen orkidéer.
Artens utbredningsområde är Costa Rica. Inga underarter finns listade i Catalogue of Life.